# David Santee
David Neil Santee (Oak Park, Illinois, 22 de julho de 1957) é um ex-patinador artístico americano, que competiu no individual masculino. Ele conquistou uma medalha de prata em campeonatos mundiais e foi medalhista por sete vezes do campeonato nacional americano. Santee disputou os Jogos Olímpicos de Inverno de 1976 e de 1980 terminando na sexta e quarta posições, respectivamente.

## Principais resultados
| Resultados                                            | Resultados      | Resultados       | Resultados        | Resultados        | Resultados        | Resultados        | Resultados       | Resultados        | Resultados    | Resultados    | Resultados    | Resultados    | Resultados    | Resultados    |
| Internacional                                         | Internacional   | Internacional    | Internacional     | Internacional     | Internacional     | Internacional     | Internacional    | Internacional     | Internacional | Internacional | Internacional | Internacional | Internacional | Internacional |
| Evento/Temporada                                      | 1974– 1975      | 1975– 1976       | 1976– 1977        | 1977– 1978        | 1978– 1979        | 1979– 1980        | 1980– 1981       | 1981– 1982        |               |               |               |               |               |               |
| ----------------------------------------------------- | --------------- | ---------------- | ----------------- | ----------------- | ----------------- | ----------------- | ---------------- | ----------------- | ------------- | ------------- | ------------- | ------------- | ------------- | ------------- |
| Jogos Olímpicos                                       |                 | 6.º              |                   |                   |                   | 4.º               |                  |                   |               |               |               |               |               |               |
| Campeonato Mundial                                    |                 | 5.º              | 4.º               | 6.º               | 8.º               | 4.º               | Medalha de prata | 8.º               |               |               |               |               |               |               |
| Grand Prix St. Gervais                                | Medalha de ouro |                  |                   |                   |                   |                   |                  |                   |               |               |               |               |               |               |
| Nebelhorn Trophy                                      | Medalha de ouro |                  |                   |                   |                   |                   |                  |                   |               |               |               |               |               |               |
| NHK Trophy                                            |                 |                  |                   |                   |                   | Medalha de bronze |                  |                   |               |               |               |               |               |               |
| Skate Canada International                            |                 |                  |                   | Medalha de bronze |                   |                   |                  | Medalha de bronze |               |               |               |               |               |               |
| Nacional                                              |                 |                  |                   |                   |                   |                   |                  |                   |               |               |               |               |               |               |
| Campeonato dos Estados Unidos                         |                 | Medalha de prata | Medalha de bronze | Medalha de prata  | Medalha de bronze | Medalha de prata  | Medalha de prata | Medalha de bronze |               |               |               |               |               |               |
|                                                       |                 |                  |                   |                   |                   |                   |                  |                   |               |               |               |               |               |               |
| Legenda: Competição não foi disputada nesta temporada |                 |                  |                   |                   |                   |                   |                  |                   |               |               |               |               |               |               |

### 1969–1974
| Resultados                        | Resultados        | Resultados      | Resultados | Resultados        | Resultados | Resultados | Resultados | Resultados | Resultados | Resultados | Resultados | Resultados | Resultados | Resultados |
| Nacional                          | Nacional          | Nacional        | Nacional   | Nacional          | Nacional   | Nacional   | Nacional   | Nacional   | Nacional   | Nacional   | Nacional   | Nacional   | Nacional   | Nacional   |
| Evento/Temporada                  | 1969– 1970        | 1970– 1971      | 1971– 1972 | 1972– 1973        | 1973– 1974 |            |            |            |            |            |            |            |            |            |
| --------------------------------- | ----------------- | --------------- | ---------- | ----------------- | ---------- | ---------- | ---------- | ---------- | ---------- | ---------- | ---------- | ---------- | ---------- | ---------- |
| Campeonato dos Estados Unidos     |                   |                 | 8.º        | Medalha de bronze |            |            |            |            |            |            |            |            |            |            |
| Camp. dos Estados Unidos – Júnior |                   | Medalha de ouro |            |                   |            |            |            |            |            |            |            |            |            |            |
| Camp. dos Estados Unidos – Noviço | Medalha de bronze |                 |            |                   |            |            |            |            |            |            |            |            |            |            |
|                                   |                   |                 |            |                   |            |            |            |            |            |            |            |            |            |            |